# Pietro De Camilli
Pietro De Camilli (* 1947 in Cittiglio) ist ein italienisch-amerikanischer Biologe. Er ist Eugene-Higgins-Professor für Zellbiologie an der Medizinischen Fakultät der Yale University. Er forscht auch am Howard Hughes Medical Institute.
Er forscht über die Funktionsweise von Synapsen und die Vorgänge über die Zellen Neurotransmitter ausscheiden und aufnehmen.
De Camilli wuchs in Mailand auf und studierte zunächst Medizin an der Universität Mailand. Nach seinem Abschluss als Arzt studierte er weiter an der Universität Pavia, wo er 1975 seinen Abschluss in Endokrinologie machte. Im Anschluss ging er als Postdoc zu Paul Greengard an die Yale University. Nach zwei Jahren entschied er sich, nach Italien an die Universität Mailand zurückzukehren, wo er bis 1987 als Associate Professor arbeitete. Dann ging er endgültig in die USA nach Yale, erst als Associate Professor, ab 1992 als Full Professor.

## Auszeichnungen und Preise
De Camilli ist seit 1987 gewähltes Mitglied der European Molecular Biology Organization und seit 2001 der National Academy of Sciences sowie der American Academy of Arts and Sciences. 2012 wurde er zum Fellow der American Association for the Advancement of Science gewählt.
1990 erhielt er gemeinsam mit Reinhard Jahn den Max-Planck-Forschungspreis. 1997 hielt er die Keith R. Porter Lecture. 2017 war er Präsident der American Society for Cell Biology. 2019 erhielt De Camilli die Ernst-Jung-Medaille für Medizin in Gold. Für 2021 wurde ihm die E. B. Wilson Medal zugesprochen, für 2023 die Van Deenen Medal.